# Шиллінг Павло Львович
Павло Львович Ши́ллінг (барон Шиллінг фон Ка́ннштадт, рос. Павел Львович Шиллинг, нім. Paul Ludwig Schilling von Cannstatt; 5 (16) квітня 1786, Ревель — 25 липня (6 серпня) 1837, Петербург) — російський дипломат, історик-сходознавець та винахідник-електротехнік. Балтійський німець за походженням.

## Біографія
Після закінчення кадетського корпусу був зарахований у свиту по квартирмейстерській частині. У 1803 році був прийнятий на службу в Колегію іноземних справ. До 1812 року працював у російській місії в Мюнхені.
Брав участь у битвах під час Вітчизняної війни 1812—1814 років; у діючу армію повернувся штаб-ротмістром, де воював у складі 3-го Сумського полку. У 1814 році за бойові заслуги був нагороджений орденом Св. Володимира та шаблею з написом «За хоробрість».
У кінці 1828 року Шиллінг був обраний членом-кореспондентом Петербурзької академії наук за спеціальністю східної літератури та мистецтва. Брав участь у науковій експедиції у Східний Сибір (1830—1832), зібрав цінну колекцію тибето-монгольських літературних пам'яток.
Цікавився електротехнікою; у 1816 році відкрив у Петербурзі першу в Росії літографію, пристосувавши її для потреб картографії; 21 жовтня 1832 року встановив у Петербурзі, за допомогою механіка І. О. Швейкіна, перший в історії електромагнітний телеграф. Прилад, створений Шиллінгом, мав стрілочну індикацію, яку передано по електричним дротам сигналів, які легко розшифровувались у букви оператором приймального телеграфного апарата, згідно з розробленою Шиллінгом спеціальною таблицею кодів. Того ж року став завідувачем експедиції (колишньої цифирної частини) МЗС.
В історії криптографії Шиллінг відомий як винахідник біграмного шифру. Двозначні буквені сполучення (латыница) складають лексикон (цифирь) біграмного шифру, кодовим позначенням служить тут дво-, три- або чотиризначні числа «взяті по два рази кожне для змінної передачі буквених біграм то одним, то іншим числом». Зовнішній біграмний шифр являв собою набір набірно-розбірну таблицю, яка наклеєна на коленкор, при якій була інструкція з використання шифру. Буквені поєднання лексикону могли бути російськими або французькими, могли бути й подвійні російсько-французькі «цифири».
П. Л. Шиллінг також відомий як розробник методу електричного підриву мін (1812).
Павло Львович був близьким другом О. С. Пушкіна, який в альбомі К. М. Ушакової залишив його портрет олівцем.
Помер у 1837 році. Похований на Смоленському кладовищі у Петербурзі.

## Адреси в Санкт-Петербурзі
21.10.1832 — 25.07.1837 року — Набережна ріки Мойки, 1. / Марсове поле, 7. Меморіальна дошка: «Тут жив та помер російський винахідник електро-магнітного телеграфу, барон Павло Львович Шилінг фон Канштадт. Народився 5 квітня 1786 р., помер 25 липня 1837 р.»